# Charles K. Kao
Charles Kuen Kao (Shanghái, 4 de noviembre de 1933-Hong Kong, 23 de septiembre de 2018) fue un ingeniero eléctrico, profesor e investigador chino nacionalizado británico pionero en el desarrollo y uso de la fibra óptica en telecomunicaciones.
En los años 60 creó varios métodos para la combinación de fibras de vidrio con láseres para transmitir datos digitales, los cuales darían las bases para la evolución del Internet. "La comunicación como la conocemos ahora, incluyendo el Internet, no existiría sin la fibra óptica", diría William Wulf, presidente de la Academia Nacional de Ingeniería (TNAE, por sus siglas en inglés) . 
Condujo la investigación que permitió desarrollar las telecomunicaciones por fibra óptica. Por este motivo fue galardonado con el Premio Nobel de Física de 2009 y es considerado el «padre de la comunicación por fibra óptica».
Conocido como el "Padrino de la Banda Ancha", "Padre de la Fibra Óptica" y el "Padre de la Comunicación por Fibra Óptica" fue premiado con el premio Nobel de Física en 2009 por "logros innovadores en relación con la transmisión de luz en la comunicación por fibra óptica".
Kao tenía la ciudadanía del Reino Unido y de los Estados Unidos, y fue residente permanente de Hong Kong. En una entrevista en el año 2000, declaró que pertenecía a Hong Kong, mas no se consideraba vinculado a ningún país ni a un grupo étnico en particular. En una carta abierta, en autoría con su esposa en 2009, dijo que "Charles Kao realmente pertenece al mundo".

## Biografía

### Infancia y educación
Kao nació en Shanghái en 1933 en la casa ancestral de su familia, cerca de Jinshan, en ese tiempo una área administrativa separada. Estudió los clásicos chinos en su hogar con su hermano, bajo un tutor. Estudio inglés y francés en la Escuela Internacional en Shanghái, mediante una concesión francesa, la cual fue fundada por un número de educadores chinos progresistas, incluyendo a Cai Yuanpei.
Su familia se mudó a Taiwán y a la colonia británica de Hong Kong en 1948, donde completó su educación secundaria (Hong Kong School Certificate Examination, un predecesor del HKCEE) en el St. Joseph's College en 1952. Hizo unos estudios de pregrado en ingeniería eléctrica en el Politécnico Woolwich (ahora la Universidad de Greenwich), obteniendo su graduación de ingeniería (sin requerir del curso primario).
Continuó la investigación y recibió un doctorado en ingeniería eléctrica en 1965 de la Universidad de Londres, por tutela del profesor Harold Barlow del University College de Londres como estudiante externo, mientras trabajaba en Standard Telecomunication Laboratories (STL) en Harlow, Inglaterra, centro de investigación de Standard Telephones and Cables. Luego de esto, hizo un primer trabajo innovador de investigación trabajando con George Hockham bajo la supervisión de Alec Reeves.

### Ancestros y familia
Su padre, Kao Chun-Hsiang (zh) (高君湘), fue un licenciado que obtuvo su juris doctor (doctorado en leyes) en la Escuela de Leyes de la Universidad de Míchigan en 1925. Luego, fue profesor en la Soochow University Comparative Law School of China, ubicada en Shanghái.
Su abuelo fue Gao Xie (también llamado Gao Chuiwan), un famoso maestro, poeta, literario, artista y una figura líder de la Sociedad Sureña (南社) durante el final de la Dinastía Oing. Su obra tuvo influencia en escritores como Gao Xu (también conocido como Gao Tianmei), Yao Guand (zh) (姚光) y Gao Zeng (zh) (高增).
El sobrino de su padre fue el astrónomo Ping-Tse Kao (cuyo nombre le fue puesto al cráter Kao). El hermano menor de Kao, llamado Timothy Wu Kao (高鋙), fue un ingeniero civil y profesor emérito en la Catholic University of América en Washington D.C. Tenía un doctorado en hidrodinámica.
La esposa de Kao, Gwen May-Wan Kao (de soltera: Wong; 黃美芸), después de su graduación en Londres, trabajó como ingeniera en Standard Telephones and Cables. Ella era ciudadana británica-china. Se casaron en 1959 en Londres y tuvieron dos hijos, un varón y una mujer. Ambos viven y trabajan en Silicon Valley, California. De acuerdo a la autobiografía de Kao, era católico y asistía a la Iglesia Católica, mientras que su esposa pertenecía a la religión anglicana.

### Últimos años y fallecimiento
Kao padecía de enfermedad de Alzheimer desde principios de 2004 y, aunque tenía dificultades con el lenguaje, no tenía problemas para reconocer a las personas o las direcciones. El padre de Kao también había sufrido de la misma enfermedad. Iniciando el 2008, residía en Mountain View, California, de donde se mudó a Hong Kong para vivir cerca de sus hijos y de su nieto.
Fabricaba manualmente cerámica, un trabajo tradicional chino, como hobby. También disfrutaba la lectura de novelas chinas.
El 6 de octubre del 2009, cuando fue galardonado con el Premio Nobel en Física por sus contribuciones al estudio y transmisión de la luz en las fibras ópticas y para la comunicación en fibra, dijo: "Estoy absolutamente sin palabras y nunca esperé este honor". Gwen, la esposa de Kao, dijo a la prensa que el premio sería utilizado para su tratamiento médico, después de pagar los impuestos al gobierno estadounidense. En el 2010, Charles y Gwen Kao fundaron The Charles K. Kao Foundation para concienciar al público sobre la enfermedad de Alzheimer y la necesidad de apoyar a los pacientes.
En 2016, perdió la capacidad para mantener el equilibrio. En la etapa final de su demencia fue llevado por su esposa para ser internado, dado que necesitaba cuidados de soporte vital para poder sobrevivir. Murió en el Bradbury Hospital de Hong Kong el 23 de septiembre de 2018, a la edad de 84 años.

## Obra

### Monografías
- Optical fiber technology; × Charles K. Kao. IEEE Press, New York, USA; 1981.
- Optical Fiber Technology, II; × Charles K. Kao. IEEE Press, New York, USA; 1981, 343 p. ISBN 0-471-09169-3 ISBN 978-0-471-09169-1.
- Optical Fiber Systems: Technology, Design, and Applications; by Charles K. Kao. McGraw-Hill, USA; 1982; 204 p. ISBN 0-07-033277-0 ISBN 978-0-07-033277-5.
- Optical fibre (IEE materials & devices series, v. 6) × Charles K. Kao. Palgrave Macmillan on behalf of IEEE; 1988; University of Michigan; 158 p. ISBN 0-86341-125-8 ISBN 978-0-86341-125-0
- A Choice Fulfilled: the Business of High Technology; × Charles K. Kao. The Chinese University Press/ Palgrave Macmillan; 1991, 203 p. ISBN 962-201-521-2 ISBN 978-962-201-521-0
- Tackling the Millennium Bug Together: Public Conferences; × Charles K. Kao. Central Policy Unit, Hong Kong; 48 p. 1998.
- Technology Road Maps for Hong Kong: a Preliminary Study; × Charles K. Kao. Office of Industrial and Business Development, The Chinese University of Hong Kong; 126 p. 1990.
- Nonlinear Photonics: Nonlinearities in Optics, Optoelectronics and Fiber Communications; by Yili Guo, Kin S. Chiang, E. Herbert Li, Charles K. Kao. The Chinese University Press, Hong Kong; 2002, 600 p.